# (12446) Juliabryant
(12446) Juliabryant (1996 PZ6) – planetoida z pasa głównego asteroid okrążająca Słońce w ciągu 2,72 lat w średniej odległości 1,95 j.a. Odkryta 15 sierpnia 1996 roku.